# ホロコーストの罪人
『ホロコーストの罪人』（ホロコーストのざいにん、原題：Den største forbrytelsen＝「最大の犯罪」の意）は、2020年制作のノルウェー映画。
第二次世界大戦時、ノルウェーの秘密警察がホロコーストに加担していた事実を基に、あるユダヤ人家族の悲劇を描く。PG-12指定。

## あらすじ
ノルウェーに暮らすユダヤ人のブラウデ一家は、ボクサーの息子チャールズが結婚したこともあって、幸せな空気に包まれていた。しかし、第二次世界大戦が勃発し、ナチス・ドイツがノルウェーに侵攻してきたことで状況は一変する。
チャールズら男性はベルグ収容所へと送られて強制労働に従事させられ、ほかの者たちはノルウェーの秘密警察によって、オスロの港へと連れて行かれる。そこには、アウシュヴィッツ行きの船が待ち構えていた。

## キャスト
- チャールズ・ブラウデ：ヤーコブ・オフテブロ
- クリスティン・クヤトゥ・ソープ
- シルエ・ストルスティン
- ピーヤ・ハルヴォルセン
- ミカリス・コウトソグイアナキス
- カール・マルティン・エッゲスボ